# Pietro de Cortona

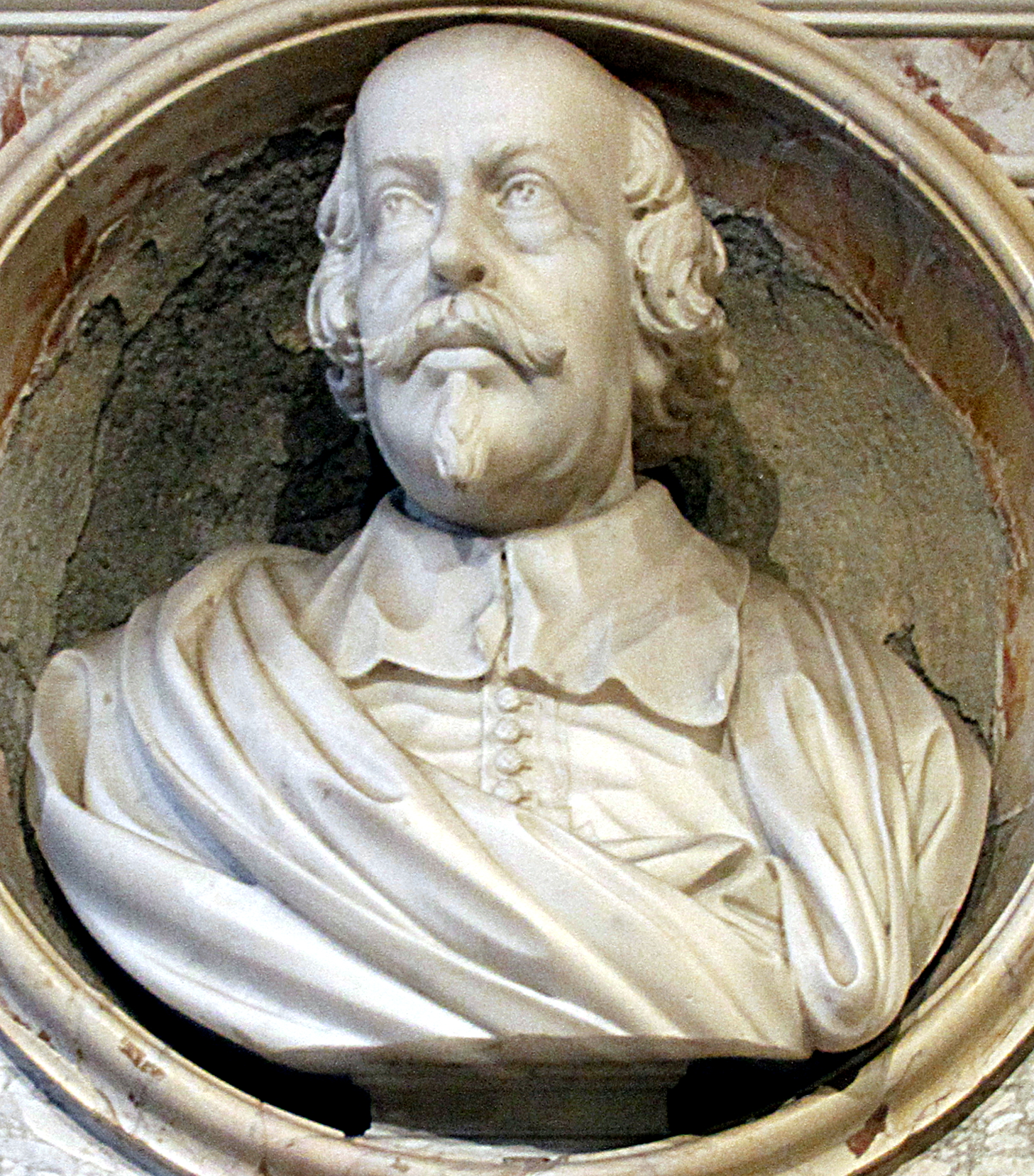
Túmulo de Pietro da Cortona em Santi Luca e Martina, em Roma.

Pietro de Cortona (Cortona, Toscana, 1 de novembro de 1596 – Roma, 16 de maio de 1669) é como era conhecido Pietro Berettini, arquiteto e artista de sucesso do Barroco italiano. Como pintor, reconhecido por seus afrescos, e como arquiteto.
Atuou principalmente em Roma e Florença durante o século XVII, sob a proteção de algumas das famílias mais importantes e influentes das duas cidades, testemunhando a sucessão dos reinados de seis papas, para quem trabalhou sob comissão direta de quatro deles: primeiro na comitiva dos irmãos Marcello e Giulio Cesare Sacchetti, depois da família Mattei, depois da Barberini, sob o pontificado do Urbano VIII, graças a quem consolidou a sua posição como um dos artistas mais importantes da época, mais tarde da dinastia Medici, para quem trabalhou em Florença, então da família Pamphilj, sob o pontificado do Inocêncio X, então Chigi, sob o Papa Alexandre VII e finalmente Rospigliosi, sob a regência do Clemente IX.
É universalmente considerado, juntamente com Gian Lorenzo Bernini e Borromini, um dos maiores intérpretes do Barroco romano, autor de algumas das mais famosas criações artísticas de Roma e Florença, sobretudo, na arquitetura, a igreja de Santi Luca e Martina no Fórum Romano, enquanto, na pintura, as grandes telas com temas mitológicos e de batalha para a coleção Sacchetti, o vasto ciclo de frescos do Triunfo da Divina Providência na abóbada do grande salão do palácio Barberini em Roma, os oito ciclos entre as salas dos Planetas e as da della Stufa do Palazzo Pitti em Florença, os das Histórias de San Filippo Neri na igreja de Santa Maria em Vallicella em Roma e finalmente as Histórias de Enea na galeria do palácio Pamphilj da Piazza Navona.

## Biografia
Pietro nasceu na Cortona, então era parte do Grão-ducado da Toscana, de uma família de artistas. Ele primeiro foi aprendiz de modestos artistas florentinos como Andrea Commodi e Baccio Ciarpi. De acordo com a lenda, suas cópias dos afrescos de Rafael em Roma chamaram a atenção do Cardeal Sacchetti que o levou próximo ao Papa Urbano VIII (Maffeo Barberini) e o ajudou, junto com um sobrinho do papa, a conseguir a empreita de decorar com afrescos a recém-construída, por Bernini, Igreja de Santa Bibiana. Cortona também pintou para o Cardeal Sacchetti grandes telas, hoje na Galeria Capitolina, representando O Sacrifício de Polyxena, O Triunfo de Baco e O Rapto das Sabinas Esteve engajado também na decoração do Castelo Fusano, próximo a Óstia, usando uma equipe na qual se encontrava Andréa Sacchi. Logo o jovem talento foi apoiado pela família Barberini, então agraciada com a púrpura papal.

## O grande salão doPalazzo Barberini

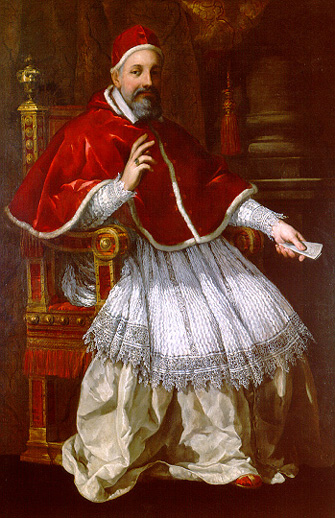
Papa Urbano VIII

Em 1633 Pietro de Cortona começou a pintar os afrescos do teto do Palazzo Barberini (hoje a Galeria Nacional de Arte Antiga, em Roma), comissionado pelo Papa Urbano VIII. Completada seis anos depois, o afresco representa uma Alegoria da Divina Providencia e do poder dos Barberini.
Os panegíricos extravagantes das trompe l'oeil de Cortona perderam o sabor nestes tempos minimalistas, já que ele foi o precursor dos excessos do rococó, infestado de querubins iluminados de sol. Contrastam com o naturalismo renegado e escuro de Caravaggio e relembram que o estilo Barroco não foi monolítico. Mas no seu tempo foi reconhecido como um dos maiores de sua geração e foi eleito diretor da Academia de São Lucas, em Roma, de 1634 até 1638.

## Afrescos doPalazzo Pitti

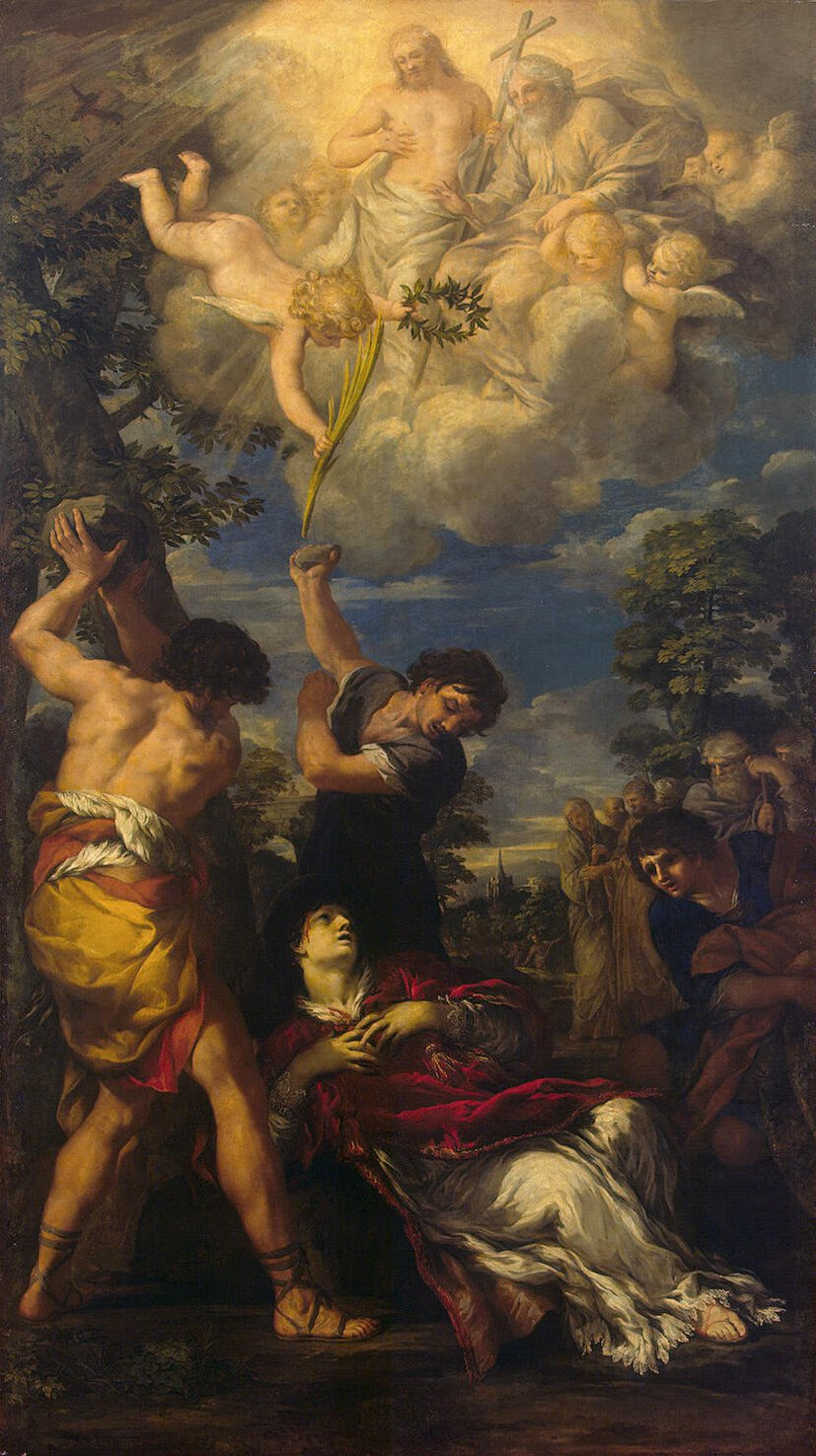
Apedrejamento de Santo Estevão

Cortona sempre foi patrocinado pela comunidade toscana em Roma, assim não foi surpresa quando recebeu a encomenda de pintar uma série de afrescos na "Galeria Palatina" do Palácio Pitti em Florença, em 1637, quando executou A Idade de Ouro e A Idade de Prata. O Grão-duque Fernando II chamou-o em 1641, para executar obras sobre as idades de bronze e ferro, todas tentando reproduzir as quatro idades clássicas do homem e aproveitando para celebrar a herança dos Médici. Fez também uma série de afrescos com motivos astrológicos.

## Últimos trabalhos
Por muitos anos Cortona esteve envolvido na confecção de afrescos na igreja de Santa Maria della Pace, Roma, não acabados. Trabalhou também no Palácio Pamphillj, desde 1920 sede da embaixada do Brasil na Itália.
Nos últimos anos se dedicou mais à arquitetura, mas publicou um tratado de pintura (1652). Recusou convites para visitar a França e a Espanha. Envolveu-se ainda numa controvérsia com Andréa Sacchi, sobre o número de figuras apropriadas para uma pintura. Produziu ainda desenhos anatômicos em matrizes que só foram reproduzidas após sua morte, reunidas nas Tabulae anatomicae.

## Projetos arquitetônicos
Seu projeto mais importante foi a Igreja de São Lucas, patrono da guilda dos pintores, no Fórum romano, completada em 1664, com seus quatro braços se estendendo do domo central. Também renovou o exterior da antiga igreja de Santa Maria della Pace (1656-1667).
Um trabalho muito influente em seus dias foi o projeto e decoração da Villa Pigneto, comissionada por Sacchetti, com sua fachada convexa e elaboradas escadarias.